# Food Network Canada

Logomarca do Canal canadense.

Food Network, anteriormente chamado Food Network Canada, é um canal especializado em inglês canadense baseado na rede de cabo dos EUA com o mesmo nome. Exibe programação relacionada à alimentação, culinária, culinária e indústria alimentícia. A versão canadense da Food Network é uma joint venture entre a Corus Entertainment e a empresa-mãe da rede americana Television Food Network, G.P. (que é de propriedade majoritária da Warner Bros. Discovery).
1. ↑  «Nexstar completes purchase of WGN owner Tribune Media». Chicago Tribune. Consultado em 17 de setembro de 2022